# Alejandra Villafañe
Alejandra Villafañe Osorio (Zarzal, 8 de octubre de 1989-Bogotá, 21 de octubre de 2023) fue una actriz, modelo y reina de belleza colombiana, reconocida por haber ganado el certamen Miss Tierra Colombia 2014, lo que le dio el derecho de representar a Colombia en Miss Tierra 2014.

## Biografía

### Inicios y Miss Tierra
Alejandra Villafañe nació en Zarzal el 8 de octubre de 1989. Su carrera la inicio en los reinados de belleza siendo candidata de su municipio en la selectiva de Señorita Valle al Concurso Nacional de Belleza de 2013 siendo ganada por Tania Valencia, y un año después en 2014 Como representante de la Sierra Nevada de Santa Marta, ganó el certamen de Miss Tierra Colombia, que se celebró por primera vez en el municipio de Armenia, capital del departamento del Quindío. Al coronarse en este certamen, se ganó el derecho de representar a su país en el concurso internacional de Miss Tierra. Se trasladó a Filipinas en noviembre de 2014 para competir con casi cien candidatas, buscando ser la sucesora de Alyz Henrich, representante venezolana que ganó la edición de 2013.
En el concurso, Alejandra Villafañe fue incluida entre las 16 semifinalistas, pero no logró avanzar a la siguiente ronda. El título de Miss Earth 2014 fue ganado por Jamie Herrell, representante de Filipinas.

### Otros proyectos y fallecimiento
A partir de entonces, registró participaciones en producciones de televisión como No olvidarás mi nombre, La ley del corazón, Enfermeras y Siempre bruja, entre otras.También fue el rostro oficial de las campañas publicitarias de la Televisión Digital Terrestre en Colombia durante varios años.
Alejandra Villafañe falleció en Bogotá el 21 de octubre de 2023, a los 34 años de edad, tras una batalla contra el cáncer.

## Filmografía

### Televisión
| Año       | Título                                | Personaje               | Canal              |
| --------- | ------------------------------------- | ----------------------- | ------------------ |
| 2023      | Perfil falso                          | Ximena Santos Castañeda | Netflix            |
| 2023      | Manes                                 | Lorena                  | Prime Video        |
| 2022      | No fue mi culpa: Colombia             | Myriam                  | Star+              |
| 2021-2022 | La nieta elegida                      | Diana Cañedo            | Canal RCN          |
| 2020-2021 | Pa' quererte                          | Modelo de Hebe          | Canal RCN          |
| 2020      | De brutas, nada                       | Pilar                   | Amazon Prime Vídeo |
| 2020      | Verdad oculta                         | Capitán Victoria Perea  | Canal RCN          |
| 2019-2020 | Siempre bruja                         | Tati                    | Netflix            |
| 2019      | Decisiones: Unos ganan, otros pierden | Lorena                  | Telemundo          |
| 2019-2021 | Enfermeras                            | Violeta Mayorga Moreno  | Canal RCN          |
| 2018-2019 | La ley del corazón                    | Susana Samper           | Canal RCN          |
| 2017      | Desconectados                         | Matina                  | Señal Colombia     |
| 2017      | No olvidarás mi nombre                |                         | Canal RCN          |

### Cine
| Año  | Título               | Personaje |
| ---- | -------------------- | --------- |
| 2023 | El yuppie y el guiso | Lucila    |
| 2023 | Amor en el aire      | Andrea    |
| 2022 | Sicosexual           | Sara      |
| 2021 | Ruido                | Raquel    |
| 2019 | A destiempo          | Sonia     |